# Onosma
Onosma es un género de plantas pertenecientes a la familia Boraginaceae que crecen bienales o perennes. El género consiste en alrededor de 240 especies que son naturales de la cuenca del Mediterráneo y oeste de Asia.

## Descripción
Hierbas perennes, setoso-híspidas, sin pelos pluricelulares largos glandulíferos. Hojas enteras, las caulinares alternas, las medias y superiores sésiles, no decurrentes. Inflorescencia ramificada, paniculiforme, rara vez simple y espiciforme, con cimas generalmente simples, multifloras, densas en la floración, laxas o densas en la fructificación. Flores actinomorfas, péndulas, bracteadas, pediceladas. Cáliz gamosépalo, dividido casi hasta la base, con lóbulos homomorfos, enteros, setoso-híspido, con pelos rectos. Corola cilíndrica, ligeramente campanulada o algo infundibuliforme, densamente papilosa por la cara externa, con algunas setas cortas en los lóbulos, amarilla, con lóbulos recurvos; tubo mucho más largo que los lóbulos de la corola, recto, cilíndrico, glabro por la cara interna, con un anillo interno de escamas nectaríferas en la base; garganta glabra, sin escamas ni invaginaciones; lóbulos obtusos. Estambres 5, inclusos, adnatos a la misma altura, ligeramente por encima de la mitad del tubo de la corola, con filamentos más cortos que las anteras, cilíndricos o cónicos, glabros, sin apéndices; anteras con un apículo escotado y estéril muy desarrollado en el ápice, connatas, formando un tubo cónico, inclusas o con los apículos ligeramente exertos. Ovario tetralobado; estilo simple, exerto, ginobásico; estigma bilobado. Fruto pétreo, en tetranúcula. Núculas monospermas, ovoides, apiculadas, más estrechas en la base que en la parte media, con una quilla ventral y, a veces, dorsal, lisas o muricado-alveoladas, con 2 cuernos o mamelones laterales o sin ellos, con la base de inserción ± triangular, cóncava y carente de apéndice, íntimamente unidas por su base en el receptáculo plano.

## Taxonomía
El género fue descrito por Carlos Linneo y publicado en Species Plantarum, Editio Secunda 1: 196. 1762.

## Especies seleccionadas
- Onosma arenaria  Waldst. & Kit.
- Onosma echioides  L.
- Onosma fastigiata  Braun-Blanq. ex Lacaita
- Onosma frutescens Lam.
- Onosma helvetica  Boiss.
- Onosma propontica Azn.
- Onosma simplicissima L.
- Onosma thracica Velen.
- Onosma tricerosperma Lag.
- Onosma tridentina Wettst.
- Onosma tinctoria M.Bieb.
- Onosma vaudensis Gremli
- Onosma visianii  Clem.